# Coleophora acrisella
Coleophora acrisella é uma espécie de mariposa do gênero Coleophora pertencente à família Coleophoridae.